# W.A.S.P.

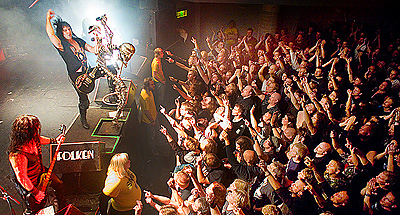
W.A.S.P. live 2006

W.A.S.P. is een Amerikaanse glammetal- en shockrockgroep gevormd in 1982. Ze werden vooral bekend door hun leadzanger Blackie Lawless die bekendstond om zijn choquerende acts tijdens live-optredens en hun choquerende teksten.

## Band
De band werd opgericht in Los Angeles in 1982 door Blackie Lawless, Chris Holmes, Randy Piper en Tony Richards . In 1984 namen ze hun eerste album op. Dit album verkocht vrij goed, maar het nummer Animal (Fuck Like A Beast) kon niet op het album gezet worden. De single werd voor de uitgave van hun debuut uit alle platenwinkels verbannen.
In 1985 zette Blackie Lawless Tony Richards uit de band en liet hem vervangen door Steve Riley. In 1985 namen ze het album The Last Command op. Na de opname van The Last Command verliet Randy Piper de band en veranderde W.A.S.P. van instrumenten. Blackie Lawless verving Randy Piper op gitaar, Chris Holmes bleef leadgitaar spelen, Johnny Rod, voormalig lid van King Kobra, werd de bassist en Steve Riley bleef drummen. Met deze line-up werden de albums Inside the electric circus en Live...In The Raw opgenomen.
Rond 1989 kwam het album The Headless Children uit. Steve Riley ging uit de band en voegde zich bij L.A. Guns. Frankie Banali van Quiet Riot deed de drums op het album. Het album wordt tot vandaag een van de beste W.A.S.P.-albums gezien. Tijdens de Headless Children tour verliet Chris Holmes de band na langdurige onenigheid met Lawless.
In 1992 kwam het conceptalbum The Crimson Idol uit. Opnieuw drumde Banali op het album. Het album was bedoeld als een soloalbum, maar Blackie was van gedachten veranderd.
Still not black enough kwam in 1995 uit. Het is een duister album, een trip door Blackies gevoelens heen. Het is een heel persoonlijk album.
In 1997 kwam Chris Holmes terug bij de band. Chris had net de scheiding met Lita Ford achter de rug en Blackie een relatie van drie jaar die lelijk eindigde. De twee mannen waren "anti-relationships." en besloten hun woedde te richten op muziek. Daar kwam Kill Fuck Die, het donkerste en zwaarste W.A.S.P. album uit. Volgens Chris is het een "stom album en alleen gemaakt omdat Blackie bang was dat iemand (Marilyn Manson) zijn plek in zou nemen in het shock rock genre." Chris was ook clean sinds 1996 en kon zich nu volledig richten op de muziek.
In 1999 kwam Helldorado uit, het laatste W.A.S.P.-album met Chris erop. Het was een poging om terug te gaan naar hun roots, naar het pure Rock 'N' Roll. Het album flopte commercieel en is niet erg geliefd onder de fans.
Na het Helldorado-album verliet Chris opnieuw de band nadat Blackie hem als sessieplayer had neergezet en niet als bandlid.
Tegenwoordig speelt de band geen grote rol meer. Ze teren op oude roem en bovendien is een groot deel zoals vocalen en vaak gitaren afkomstig van een backing track.

## Bandleden
- Blackie Lawless (1982-heden) - zang, gitaar, basgitaar
- Doug Blair (1992, 2001, 2006-heden) - leadgitaar, achtergrondzang
- Mike Duda (1997-heden) - bas, achtergrondzang
- Mike Dupke (2006-heden) - drums
- Chris Holmes (1982-1990 en 1997-2001) - Leadgitaar en achtergrondzang
- Randy Piper (1982-1985) - Gitaar en achtergrondzang
- Tony Richards (1982-1984) - Drums
- Steve Riley (1984-1987) - Drums (overleden 24 oktober 2023, 67 jaar)
- Johnny Rod (1986-1993) - Bass

## Discografie
- W.A.S.P. (1984)
- The Last Command (1985)
- Inside The Electric Circus (1986)
- Live in the Raw. (live) (1987)
- The Headless Children (1989)
- Live Animal (live) (1990)
- The Crimson Idol (1992)
- Still Not Black Enough (1995)
- Kill Fuck Die (1997)
- Helldorado(1999)
- Unholy Terror (2001)
- Dying For The World (2002)
- The Neon God: Part 1 - The Rise (2004)
- The Neon God: Part 2 - The Demise (2004)
- Dominator (2007)
- Babylon (2009)
- Golgotha (2015)
- Reidolized  (The Soundtrack to the Crimson Idol) (2018)